# 周小松
周 小松（しゅう しょうしょう、1820年 - 1891年）は、中国清代末期の囲碁の名手。名は鼎。揚州府江都県の出身。清代最後の国手と呼ばれる。
18世紀前半に「晩清の十八国手」と呼ばれた一人、秋航に付いて囲碁をの腕を磨き、20歳を過ぎた頃に揚州を訪れたやはり国手の李湛源に二子で大勝して、国手の水準にありとされた。咸豊年間に戦乱を避けて東台県に移り、その地での囲碁を振興する。
東台県の頃、両江総督の曽国藩に招かれて対局をしたが、周小松は手加減することなく九子局でまで勝ってしまい、曽国藩は怒ってその場から周小松を追い出してしまった。1870年（同治9年）に、やはり当時名声の高かった陳子仙と行った対局は熱戦として知られる。晩年は貧しい生活を送った。
清の時代は、初期の黄龍士や徐星友、その後の范西屏や施襄夏などの頃は囲碁は盛んでレベルも高かったが、乾隆の頃からは国情とともに囲碁も低迷し、任渭南・董六泉らが「晩清の十八国手」とも呼ばれたが、前4人の頃の棋力には及んでいなかった。陳子仙が1871年に早逝した後は、金明斎・劉雲峰・英星垣などがいたが周小松に二・三子置く程度であり、周小松の死後は、国手のいなかった時代と言われる。